# Entortillement
En mathématiques, l'entortillement est une caractéristique d'une courbe fermée sans point double dans l'espace {\displaystyle \mathbf {R} ^{3}}. On peut aussi utiliser le terme vrille. Comme son nom l'indique, ce nombre décrit à quel point la courbe est entortillée, c'est-à-dire le degré de complexité de son chemin dans l'espace.

## Formule générale
L'entortillement d'une courbe de longueur {\displaystyle L} et dont les points sont repérés par {\displaystyle \mathbf {r} (s)},
avec {\displaystyle s} variant de 0 à {\displaystyle L} et {\displaystyle \mathbf {r} (0)=\mathbf {r} (L)}
s'obtient par la formule
{\displaystyle \mathrm {Ent} ={\frac {1}{4\pi }}\int _{0}^{L}\mathrm {d} s\;{\frac {\mathrm {d} \mathbf {r} }{\mathrm {d} s}}(s)\cdot \int _{0}^{L}\mathrm {d} s'\;{\frac {\mathrm {d} \mathbf {r} }{\mathrm {d} s}}(s')\times {\frac {\mathbf {r} (s')-\mathbf {r} (s)}{\|\mathbf {r} (s')-\mathbf {r} (s)\|^{3}}}.\qquad (1)}

## Cas d'une courbe aplatie
L'entortillement décrit la déformation de la courbe par rapport au cercle ou au nœud obtenu
en aplatissant la courbe. Ainsi un cercle plat a pour entortillement zéro.
Une courbe plate est représentée par un diagramme de lien, où à chaque croisement
le brin passant dessous est coupé juste autour du brin passant dessus pour garder en mémoire les positions
relatives, comme sur le dessin ci-dessous. On choisit arbitrairement une orientation,
c'est-à-dire un sens de parcours du diagramme obtenu (ce choix ne change pas les résultats).
À partir de cette orientation on obtient l'entortillement d'une courbe aplatie, qui est un
nombre entier, à l'aide de son diagramme. L'entortillement est calculé en ajoutant,
pour chaque croisement, {\displaystyle +1} ou {\displaystyle -1} selon la règle
Le résultat est indépendant de l'orientation choisie pour la courbe.
C'est le résultat qu'on obtient en calculant la formule (1) lorsque la courbe est
aplatie.

## Autre formule
La définition de l'entortillement d'un lien permet d'exprimer une formule équivalente
à la formule (1). On note {\displaystyle {\hat {u}}} un vecteur unitaire de {\displaystyle \mathbf {R} ^{3}}
et on projette la courbe parallèlement à cette direction sur un plan. On calcule alors l'entortillement
directionnel {\displaystyle \mathrm {ent} ({\hat {u}})} en procédant comme au paragraphe précédent avec le diagramme
obtenu. L'entortillement de la courbe tridimensionnelle est la moyenne selon toutes les directions
de l'espace de l'entortillement directionnel.

## Lien avec la théorie des nœuds
Ce nombre est invariant par deux des trois mouvements de Reidemeister, utilisés en
théorie des nœuds : on parle de l'entortillement d'un diagramme de nœud.
Le diagramme du nœud de trèfle (droit) ci-dessous a pour entortillement +3 :
L'entortillement d'un ruban, ajouté à sa torsade, est un nombre entier appelé enlacement.